# Macrocefalia
Con il termine macrocefalia (dal greco antico μακρός, macro, "lunga, grande"; κεφαλή, kephalē, "testa"), in anatomia patologica umana, si indica una dimensione del cranio superiore al 97° percentile del gruppo di confronto di pari età e stesso sesso.

## Eziologia
Le possibili cause sono l'allargamento della fronte (fronte a balcone) su base ereditaria, alterazioni nelle ossa del neurocranio, accumulo di liquido subdurale dovuto ad emorragia cerebrale o a igroma, idrocefalo, masse tumorali cerebrali e malformazioni artero-venose.
La macrocefalia, se idiopatica, di solito non è accompagnata da alterazioni significative dell'intelligenza; può essere presente ritardo mentale, invece, se la macrocefalia è conseguenza di idrocefalo.
La macrocefalia può essere uno dei segni clinici di una sindrome genetica, ad esempio la sindrome di Cowden.

## Macrocefalia artificiale

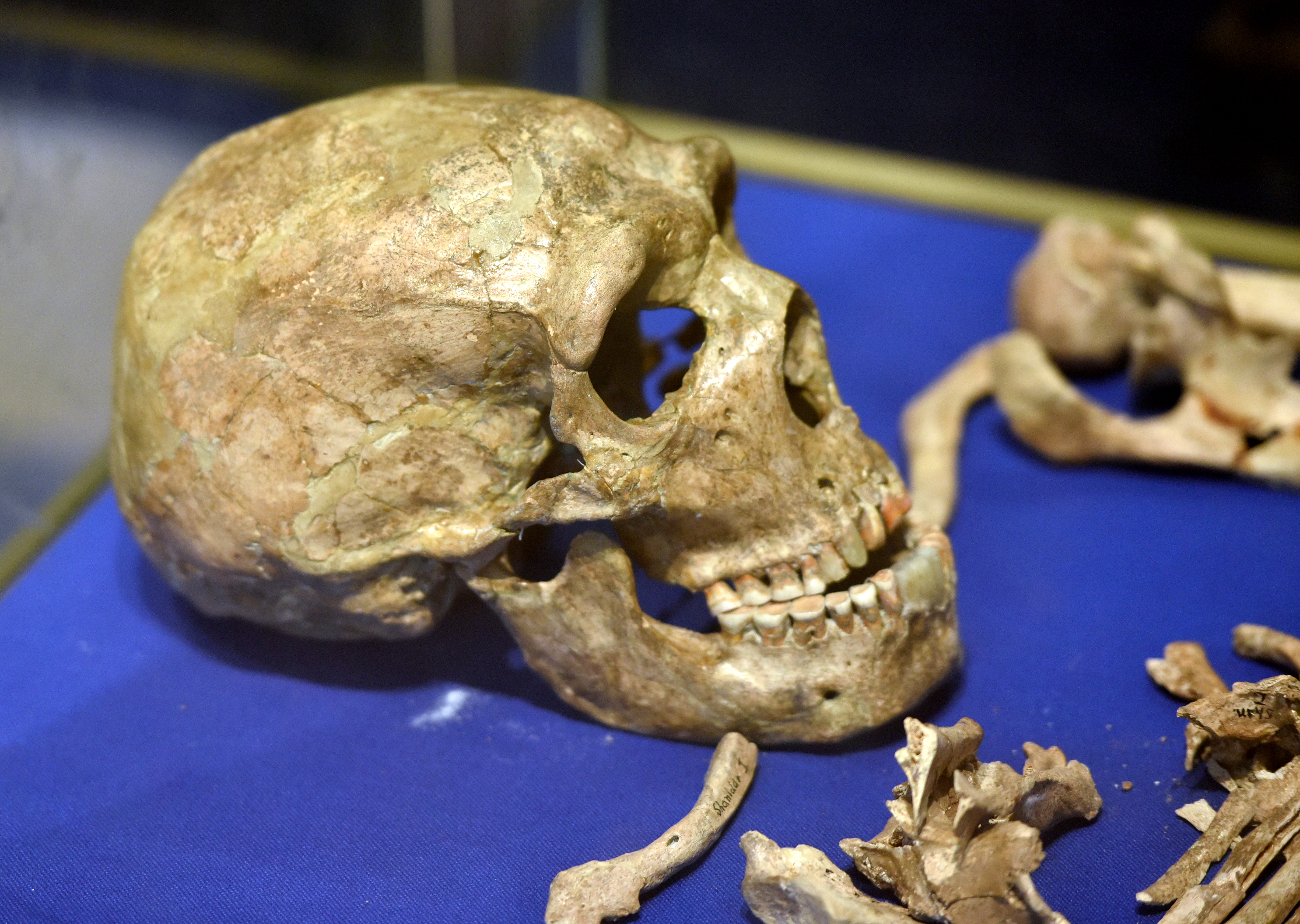
Cranio deformato ritrovato nelle cave di Shanidar, in Iraq, risalente a circa 60 000-45 000 anni fa

In passato, alcune tribù e popoli (come gli Unni in Europa e i Chinook in America Settentrionale) praticavano la modifica della forma del cranio per scopi estetici. I Maya usavano accessori speciali sui quali la testa era fissata per mezzo di due pannelli di legno. Le deformazioni del cranio erano già state osservate nei reperti degli uomini di Neanderthal nella grotta Shanidar in Iraq (43.000 a.C. circa). Ippocrate riferì di un popolo che lui stesso definì Macrocefali o Individui dalla testa allungata: nel caso di questa popolazione, alcune bende venivano avvolte intorno alla testa dei bambini per guidare lo sviluppo del cranio (ancora morbido per via della mancata chiusura delle suture) verso la forma desiderata.